# Macroglossum catapyrrha
Macroglossum catapyrrha är en fjärilsart som beskrevs av Huwe 1895. Macroglossum catapyrrha ingår i släktet Macroglossum och familjen svärmare. Inga underarter finns listade i Catalogue of Life.